# Ottó Török
Ottó Török (* 1. November 1937 in Budapest) ist ein ehemaliger ungarischer Pentathlet.

## Karriere
Ottó Török nahm wie sein Bruder Ferenc Török an den Olympischen Spielen 1964 in Tokio teil. In der Einzelkonkurrenz belegte er mit 4305 Punkten den 26. Platz. Mit der Mannschaft, zu der neben Ottó und Ferenc Török noch Imre Nagy gehörte, gewann er die Bronzemedaille.